# خدا
خُدا أو خداي (بالفارسية: خدا) في الفارسية هو «المالك» أو «الله». ذُكرَ أولاً لقباً لأهورامزدا (اسم الله في الزرادشتية). كما يُستعمل في لغات إيرانية أخرى. 

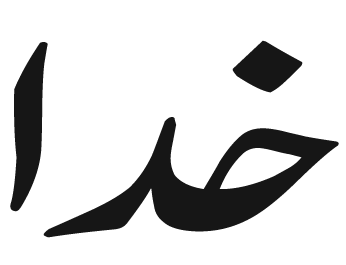
كلمة خُدا مرسومة بخط نستعليق

## التأثيل
رُكّبتْ «خداي» من لفظين، الأول «خُود» ومعناه «الذات، النفس»، والآخر «آي» ومعناه أتى، جاء، فالمعنى المركب هو «جاء بنفسه» لا بغيره، والاسم الاصطلاحي هو «واجب الوجود»، ولكلمة خدا معنى «المالك»، و«الصاحب»، وجمعها «خدايان»، ويُزاد على لفظ خدا، لاحقة «وند» (خُداوند)، فيصبح المعنى أيضاً «الله»، وخُداوندي تعني الألوهية. وكلمة «خُدا» هي نفسها «جاد God».

## في الإسلام
يستعمل المسلمون المتكلمون باللغات الإيرانية كلمة «خُدا» بمعنى الله، فيحلفون بها، ويقولون عبارة التوديع «خُدا حافظ» التي تعني اللهُ يحفظك، وذلك جائز، وكان يقال في اللهجة البغدادية إذا سئل الإنسان عن حاله، يُجيب «على خُدا»، أي على الله، وكان يقال «خُداي نابت» لما يُصنع من دون صانع وللنباتات تنبت دون زراعة. ويقال في اللهجة الفارسية الكويتية، يا خدا، بمعنى، يا إلهي.